# Нейроны места

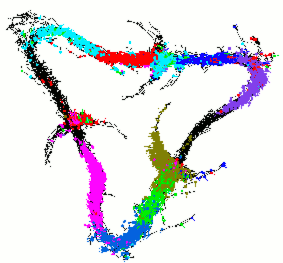
Запись активности 7 нейронов у крысы, пробежавшей несколько сот кругов по часовой стрелке замкнутой треугольной дорожки, останавливаясь посередине каждой из частей, чтобы съесть маленькие кусочки пищи. Черные точки показывают положение головы крысы; цветные — потенциалы действия каждого из нейронов.

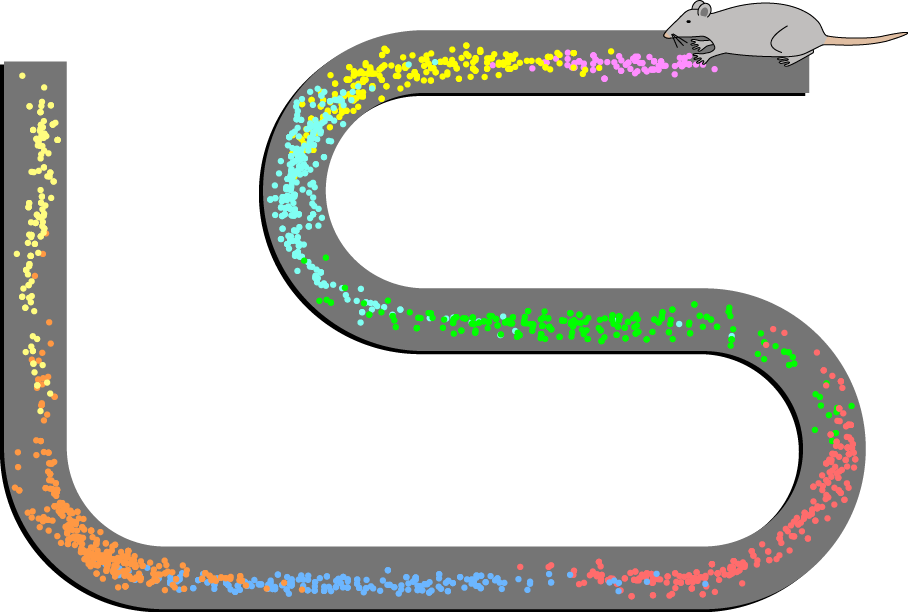
Spatial firing patterns of 8 place cells recorded from the CA1 layer of a rat. The rat ran back and forth along an elevated track, stopping at each end to eat a small food reward. Dots indicate positions where action potentials were recorded, with color indicating which neuron emitted that action potential.

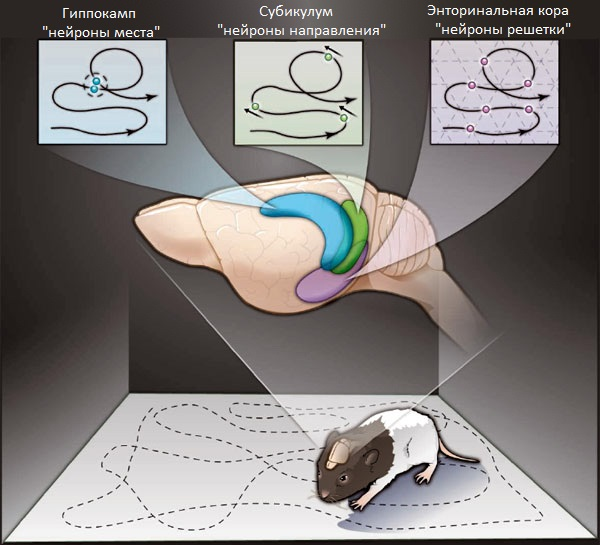
Крысенок исследует пространство. Каждая «клетка места» в гиппокампе возбуждается при попадании животного в определённое место в пределах изучаемого помещения. Каждая «клетка направления» в субикулуме (основании гиппокампа) возбуждается, когда голова поворачивается в определённую сторону. Каждая «клетка сетки» в энторинальной коре возбуждается при пересечении животным узлов мысленной координатной сетки. На трех верхних рисунках цветными кружочками показаны участки маршрута крысенка, в которых возбуждается один и тот же нейрон соответствующего типа. Например, на верхнем левом рисунке два синих кружочка соответствуют двум точкам маршрута, где возбуждается одна и та же «клетка места». Рис. из обсуждаемой статьи Palmer & Lynch.

Нейроны места (англ. place cells) — один из видов нейронов в гиппокамповой формации, активизирующиеся в момент, когда животное находится в определённом месте. По современным представлениям, нейроны места, нейроны направления головы, нейроны решётки, нейроны границы и нейроны скорости в совокупности составляют основу навигационной системы мозга, обеспечивающей пространственную ориентацию животного.
Нейроны места впервые были описаны у крыс О’Кифом и Достровским. На основе этого открытия О’Киф и Надель предположили, что основной функцией гиппокампа крыс является формирование когнитивной карты окружающей среды. Эти работы были отмечены Нобелевской премией по физиологии и медицине, присуждённой в 2014 году Джону О’Кифу и норвежским исследователям Мей-Бритт Мозер и Эдварду Мозеру.